# Condé-sur-l’Escaut
Condé-sur-l’Escaut – miejscowość i gmina we Francji, w regionie Hauts-de-France, w departamencie Nord.

## Charakterystyka
Według danych na rok 1999 gminę zamieszkiwało 10 527 osób, a gęstość zaludnienia wynosiła 572 osób/km² (wśród 1549 gmin regionu Nord-Pas-de-Calais Condé-sur-l’Escaut plasuje się na 69. miejscu pod względem liczby ludności, natomiast pod względem powierzchni na miejscu 73.).
W 1927 w miejscowości urodził się Stefan Matyjaszkiewicz – polski operator filmowy, powstaniec warszawski.

## Współpraca
Miejscowość partnerska:
- Quaregnon, Belgia